# Universidad Hamline

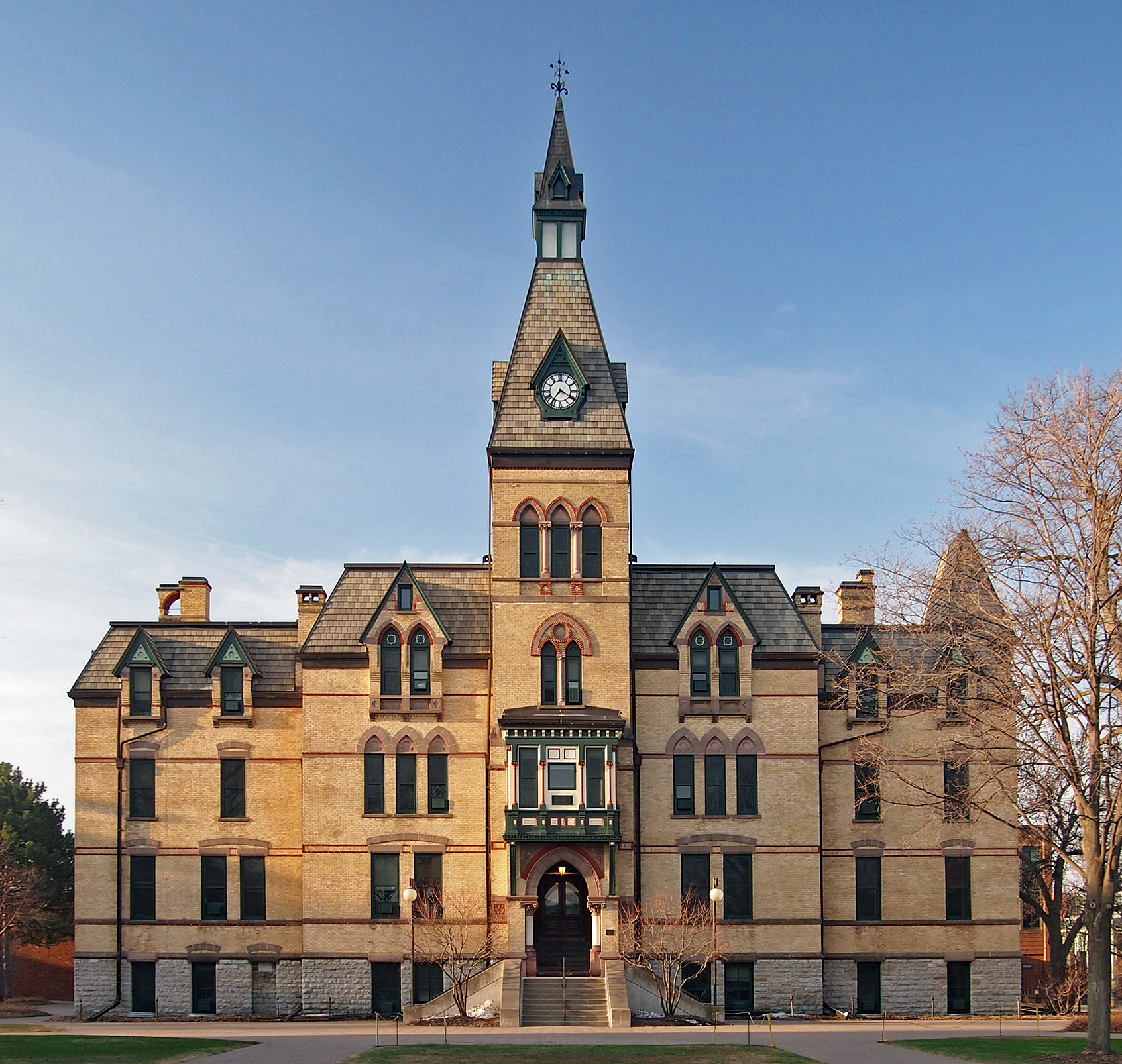
La Universidad Hamline

La Universidad Hamline (Hamline University), localizada en   Saint Paul, Minnesota es una universidad en Estados Unidos. Tiene una población aproximada de 4.000 estudiantes. Fue fundada en 1854 por Leonidas Lent Hamline, como la primera institución de educación superior en el Estado.